# 野坂昭如
野坂昭如（日语：／ Nosaka Akiyuki，1930年10月10日—2015年12月9日），出生於日本神奈川縣鎌倉市，作家、歌手、作詞家，同時也是前日本參議院議員。在擔任編劇時，使用筆名阿木由紀夫；以香頌歌手演出時，藝名為克勞德·野坂（日语：クロード 野坂）；以落語家身份演出時，藝名為立川天皇。曾與野末陳平組成漫才二人組。

## 生平
野坂昭如之父野坂相如是一名土木技師，在第二次世界大戰結束後曾任新潟縣副知事。野坂昭如出生時，家裏居住在東京市麹町區，其父母分居，母親在神奈川縣鐮倉市生下野坂昭如。其母在生下他兩個月後過世，野坂昭如被送到神戶市，由張滿谷夫婦收養。
1945年，野坂昭如14歲時遭遇神戶大空襲，其養父過世，養母病重，他帶著一起在張滿谷家當養女的義妹逃難到福井縣，但其義妹在一週後餓死，後來他將這段經歷寫入小說《螢火蟲之墓》中。在第二次世界大戰結束時，他依附在大阪府守口市的親戚家生活。
17歲時，因為偷竊親戚家中的財物，一度可能被送到東京的少年感化院。經過其生父的擔保，他被送回到新潟縣的生父家中。進入新潟高中就讀。
1949年，進入新潟大學就讀，但在3天後就退學。1950年，進入早稻田大學第一文學部法國文學系。期間曾做過多種打工工作，1955年進入三木雞郎的工作室中工作。
1956年，從早稻田大學退學。1957年開始，以筆名阿木由紀夫開始大量寫作。
1967年，以《螢火蟲之墓》獲直木賞。
2003年患腦梗塞。2015年12月9日因誤嚥性肺炎導致心臟衰竭，於東京都千代田區病逝，享壽85歲。